# Aeroport de Lien Khuong
L'aeroport de Lien Khuong (codi IATA: DLI, codi OACI: VVDL) és un aeroport situat al districte de Đức Trọng, a uns  30 km  al sud de Da Lat, província de Lâm Đồng. És el més gran dels quatre aeroports de la regió de les Terres Altes Centrals del Vietnam. La reconstrucció important per poder gestionar avions més grossos es va completar el desembre de 2009. Aquest aeroport va atendre 1.690.000 passatgers el 2019, un 18,3% més que el 2014.

## Història
L'aeroport internacional de Lien Khuong (originalment Lien Khang) va ser construït pels colons francesos el 1933 amb una pista de terra de 700 metres de llarg.
De 1956 a 1960 l'exèrcit nord-americà va reconstruir i actualitzar l'aeroport de Lien Khuong amb instal·lacions bastant acabades. La terminal va ser dissenyada en arquitectura francesa, amb tres pisos. La terminal tenia una capacitat de 50.000 passatgers per any, o uns 120 passatgers/hora punta.
El 1957 hi havia un vol comercial cinc dies a la setmana de Saigon a Dalat, operat per Air Vietnam utilitzant un Douglas DC-3. El vol va continuar des de Dalat fins a Banmethuot i després altres ciutats abans d'invertir la seva ruta. El 1962 la freqüència havia augmentat a dos vols al dia. El 1969 els avions DC-3 havien estat substituïts per DC-4 i es va afegir un vol addicional per dia a l'horari. El 1972 la freqüència es va reduir a un vol per dia, utilitzant DC-3 i DC-4.
Durant el període 1964-1972, la pista, la plataforma, l'embalatge i les carreteres d'accés van ser millorades i reforçades, la pista es va renovar amb asfalt de 8 a 10. cm de profunditat. Com a conseqüència d'aquesta millora, la pista es va ampliar fins a 1.480 m de llargada i 37 m d'amplada, la plataforma tenia 23.100 metres quadrats, la plataforma tenia 2.106 metres quadrats, i el camí d'accés tenia 2.100 metres quadrats. Des de la unificació de Vietnam el 30 d'abril de 1975 fins a 1980, aquest aeroport va ser controlat i operat per l’Exèrcit Popular del Vietnam. L'aeroport va servir principalment a líders governamentals d'alt rang en negocis i va portar residents del nord de Vietnam a Lâm Đồng en l'anomenat "Nou moviment econòmic".
De 1981 a 1985, l'aeroport de Lien Khuong va servir vols de servei civil amb la ruta Ciutat Ho Chi Minh - Lien Khuong (un vol setmanal) en avions Yak-40, però tots els vols civils es van suspendre a causa del baix trànsit de passatgers.
Des de 1992 l'aeroport de Lien Khuong va reprendre els seus serveis civils amb Ho Chi Minh - Lien Khuong, i Huế - Lien Khuong a Yak-40, més tard substituït per l'ATR 72. La ruta Huế - Lieng Khuong es va suspendre posteriorment.

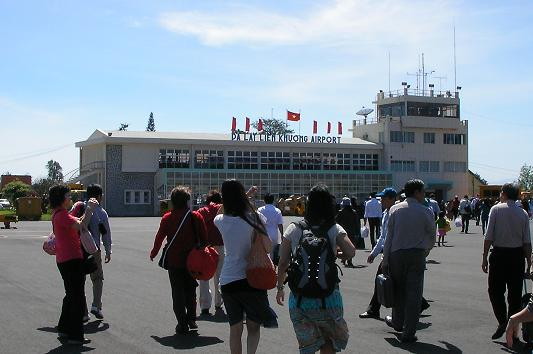
L'antiga terminal

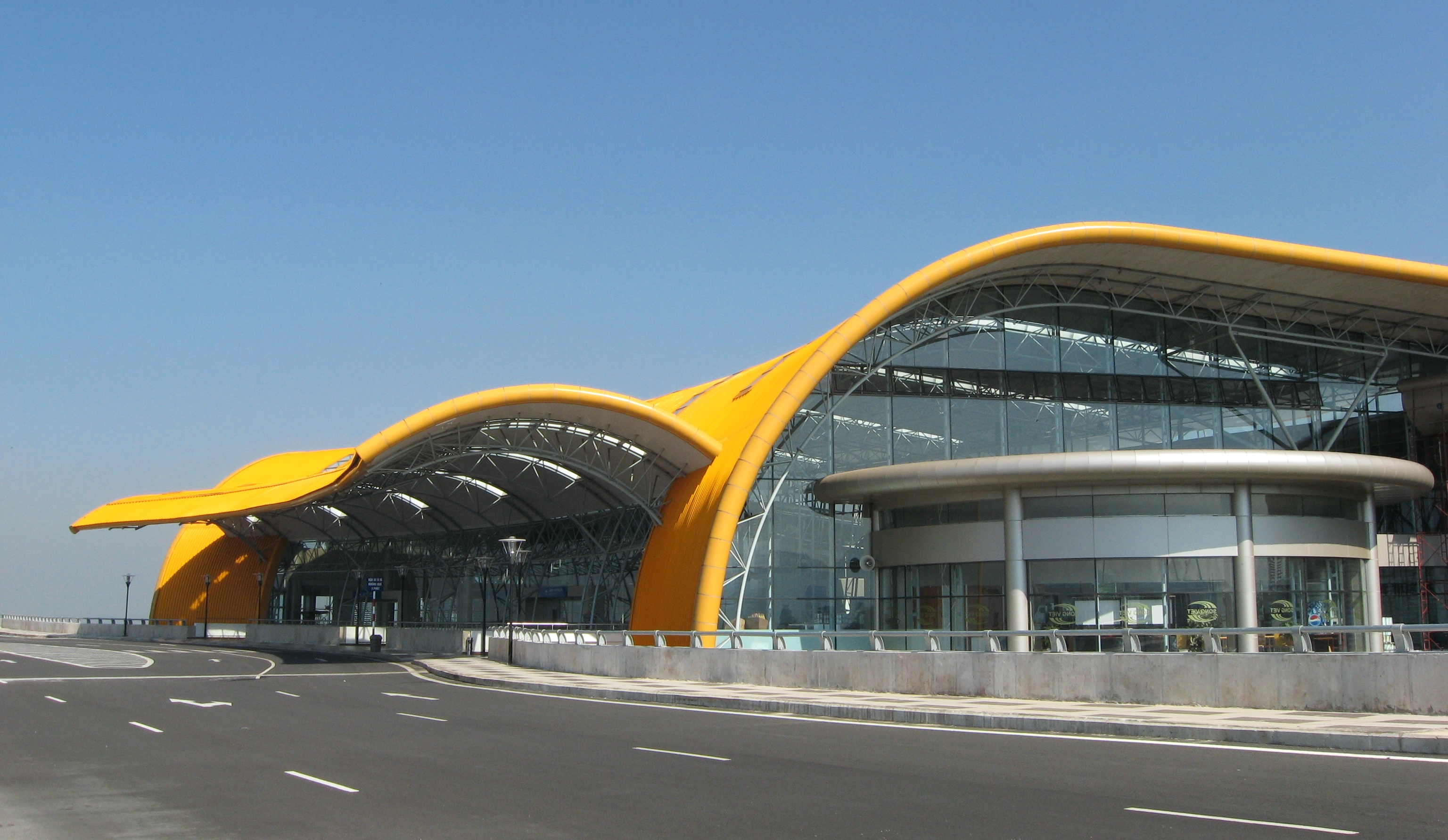
El nou terminal

Des de l'octubre de 2004, aquest aeroport ha servit més enllaços aeris amb l'aeroport internacional Noi Bai de Hanoi amb avions Fokker 70. Al desembre de 2009, hi havia dos vols diaris a Ciutat Ho Chi Minh i un vol diari a Hanoi.

## Activitat militar
Aeroflot Russia va realitzar vols de connexió dins del Vietnam amb avions Ilyushin Il-86 durant el període 1981–89. Se sospita que la Força Aèria VVS soviètica va dur a terme operacions des de Lien Khuong després de la caiguda de Saigon l'abril de 1975. Rússia va dissoldre dos dels tres esquadrons d'interceptor VVS defensius formats per Su-27, MiG-25 i 13 Yak-50 dins de Da Lat l'estiu de 1999. Es desconeix el destí de l'avió retirat. Possible transferència a l'Exèrcit Popular del Vietnam PAVN i/o a la Força de Defensa Aèria Popular del Vietnam PADFV a Hanoi.

## Serveis
La nova terminal de passatgers de 12.400 metres quadrats es va inaugurar el 26 de desembre de 2009.
S'esperava que la nova terminal de dues plantes permetés a l'aeroport de Lien Khuong servir vols internacionals a la regió el 2010.
La terminal és capaç de rebre entre 1,5 i 2 milions de passatgers a l'any.

## Aerolínies i destinacions
| Aerolínies       | Destinacions |
| ---------------- | --- |
| AirAsia          | Aeroport Internacional de Kuala Lumpur                                                                                |
| Asiana Airlines  | Aeroport Internacional d'Incheon                                                                                      |
| Bamboo Airways   | Can Tho, Da Nang, Aeroport Internacional de Hanoi, Aeroport Internacional de Vinh                                     |
| Jeju Air         | Seül–Incheon |
| Korean Air       | Seül–Incheon |
| Pacific Airlines | Hanoi, Ho Chi Minh City, Aeroport Internacional de Muan                                                               |
| Thai VietJet Air | Aeroport Suvarnabhumi                                                                                                 |
| VietJet Air      | Aeroport de Busan, Can Tho, Da Nang, Hai Phong, Hanoi, Ho Chi Minh City, Seul–Incheon, Aeroport internacional de Vinh |
| Vietnam Airlines | Can Tho, Hai Phong, Da Nang, Hanoi, Ho Chi Minh City, Thanh Hoa, Aeroport internacional de Vinh                       |

## Estadístiques
| Classificació | Destinacions       | Freqüència (setmanal) |
| ------------- | ------------------ | --------------------- |
| 1             | Hanoi              | 63                    |
| 2             | Ciutat Ho Chi Minh | 56                    |
| 3             | Da Nang            | 7                     |
| 4             | Vinh               | 7                     |
| 5             | Hue                | 3                     |
| 6             | Hai Phong          | 6                     |
| 7             | Bangkok            | 7                     |
| 8             | Seül-Incheon       | 6                     |
| 9             | Can Tho            | 4                     |
| 10            | Kuala Lumpur       | 4                     |
| 11            | Lanzhou            | 2                     |

| Any  | Nombre de passatgers |
| ---- | -------------------- |
| 2008 |                      |
| 2009 |                      |
| 2010 |                      |
| 2011 |                      |
| 2012 |                      |
| 2013 |                      |
| 2014 | 675.995              |
| 2015 | 862.164              |
| 2016 | 1.300.000            |
| 2017 | 1.600.000            |
| 2018 | 1.750.000            |
| 2019 | 2.340.000            |

## Transport terrestre
Hi ha disponible una furgoneta llançadora a Da Lat per 40.000 dong; Els bitllets estan disponibles a prop de la recollida d'equipatge, però els seients s'omplen ràpidament. Un taxi costa uns 250.000 dong (15 dòlars EUA).

## Accidents i incidències
- El 29 de desembre de 1973, el Douglas C-53D EM-3 d’Air America va envair la pista en aterrar. L'avió va resultar danyat substancialment i no es va salvar a causa de la presència de mines terrestres a la zona. Estava operant un vol de passatgers no programat. Les nou persones a bord van sobreviure.[21]